# MAN SL 200
Der SL 200 ist ein nach den VÖV-Richtlinien zum Bau eines Standard-Linienbusses (SL) konstruierter Stadtbus, der als Weiterentwicklung des MAN SL 192 1973 auf den Markt kam, und zunächst bis 1975 im ehemaligen Büssing-Werk in Salzgitter-Watenstedt parallel zum SL 192 gebaut wurde.
Er wurde, wie der MAN SL 192, ebenfalls mit der VÖV-Front (horizontal gebogene Windschutzscheiben) als auch mit der StÜLB-Front (vertikal an den Seiten gebogene Scheiben) angeboten. Mit rund 5500 gebauten Exemplaren war der SL 200 wohl der erfolgreichste Bus von MAN und war bei vielen Verkehrsbetrieben in Deutschland im Einsatz. Der SL 200 entstammte der Standard-Linienbus-Baureihe, in der weitgehend gleiche Modelle auch von anderen Busherstellern wie Mercedes-Benz und Magirus-Deutz angeboten wurden. Parallel zum SL 200 wurde der MAN SÜ 240 hergestellt, der als echter Standard-Überlandlinienbus (StÜLB) etwas länger war, einen etwas höheren Fußboden aufwies und mehr Sitzplätze bot, dazu noch alle in Fahrtrichtung.
Den SL 200 von MAN gab es in zahlreichen Antriebsvarianten: Neben 4- und 4‑Gang-Handschaltungen von ZF kamen Automatikgetriebe von Voith, ZF und Renk zum Einbau. Daneben konnten unterschiedliche Achsübersetzungen geordert werden. Im Rahmen einer Modellpflege erhielten die Busse ab 1980 3‑Kammerrückleuchten sowie eine überarbeitete Armaturentafel sowie ein in Höhe und Neigung verstellbares Lenkrad.

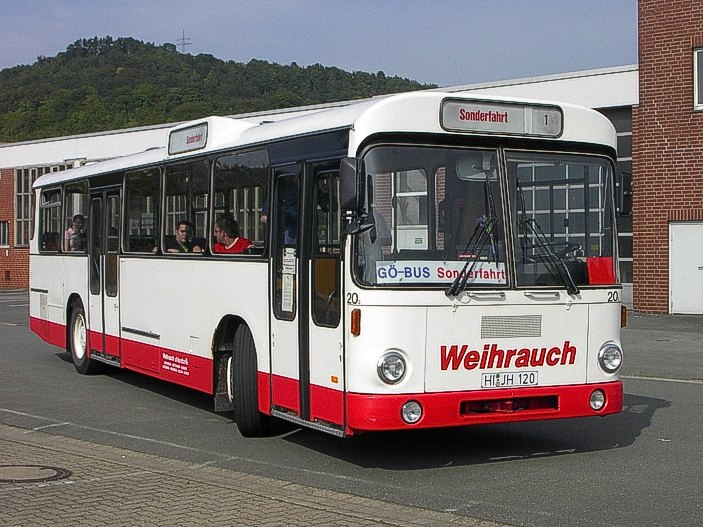
MAN SL 200 mit der StÜLB-Front
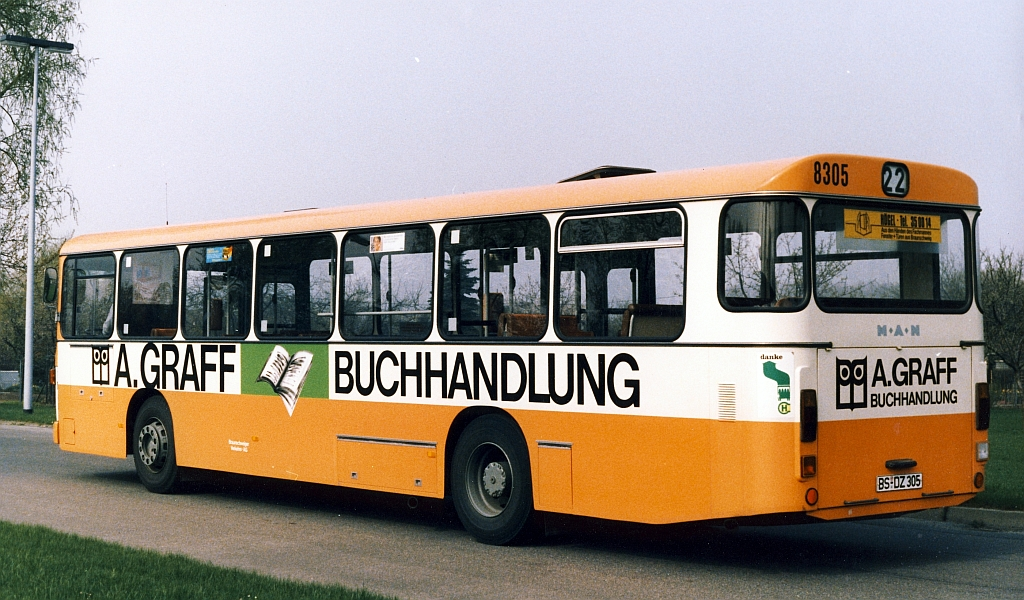
MAN SL 200 mit den neueren 3‑Kammer-Rückleuchten
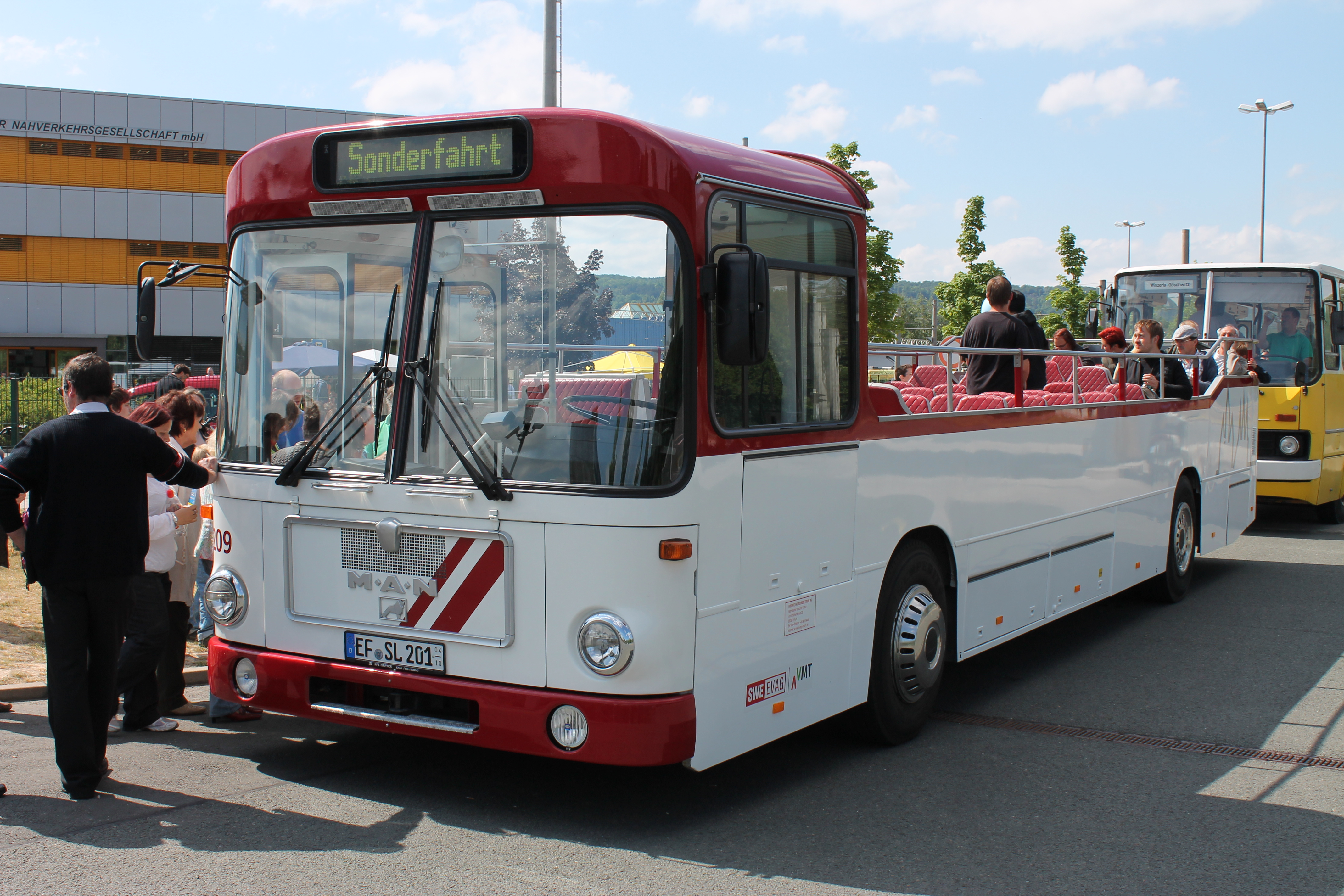
Zum Cabrio umgebauter MAN SL 200 der Erfurter Verkehrsbetriebe

Mitte der 1980er Jahre wurde der SL 200 vom nach den erneuerten VÖV-Empfehlungen gestalteten Standard-Linienbus der zweiten Generation MAN SL 202 abgelöst und 1986 die Produktion eingestellt.
Inzwischen sind die SL 200 weitgehend vom Straßenbild verschwunden. Einige Exemplare gibt es noch im östlichen Ausland, wohin die Busse oft gebraucht verkauft wurden.

## Elektrobus SL-E
Im Februar 1970 wurde auf Betreiben der RWE auf Basis eines MAN-Metrobusses ein elektrisch angetriebener Linienbus vorgestellt, der seine Energie aus einer Blei-Säure-Batterie von Varta bezog. Die 1,4 Tonnen schwere Batterie wurde dabei in einem einachsigen Anhänger mitgeführt. Nachdem dieser Batteriebus in Koblenz, bei der Rheinbahn in Düsseldorf und bei den Olympischen Spielen 1972 in München erprobt wurde, wurden ab 1974 unter der Bezeichnung MAN SL-E weitere Batteriebusse auf Basis des MAN SL 200 gebaut. Besonderes Merkmal auch dieses Batteriebusses war ein einachsiger Anhänger, in dem die Traktionsbatterien untergebracht wurden. Insgesamt existierten 22 Wagen, die ersten acht für Mönchengladbach (391–398) mit der VÖV-Front, 14 weitere für die Düsseldorfer Rheinbahn (9051–9064) mit der StÜLB-Front. Nachdem die Mönchengladbacher Elektrobuslinie 1981 eingestellt worden war, verkaufte man die dortigen Wagen ebenfalls an die Rheinbahn. In Düsseldorf schied der letzte Elektrobus schließlich 1988 aus dem Bestand.

## Oberleitungsbus
Ein Einzelgänger blieb der 1984 gebaute SL-200-Oberleitungsbus mit EHM-Antrieb, das Kürzel stand für elektrisch-hydraulisch-mechanisch. Der 17,6 Tonnen schwere und 180 Kilowatt starke Wagen besaß zusätzlich einen Dieselmotor, so dass es sich de facto um einen Duo-Bus handelte. Seine elektrische Ausrüstung wurde von BBC-Sécheron zugeliefert. Das Fahrzeug diente MAN als Vorführwagen und war in dieser Funktion unter anderem bei zwei Schweizer Betrieben planmäßig im Einsatz. Dies waren der Trolleybus Basel und der Trolleybus Lausanne, bei letzterem lief er unter der Wagennummer 501.